# William Zorach

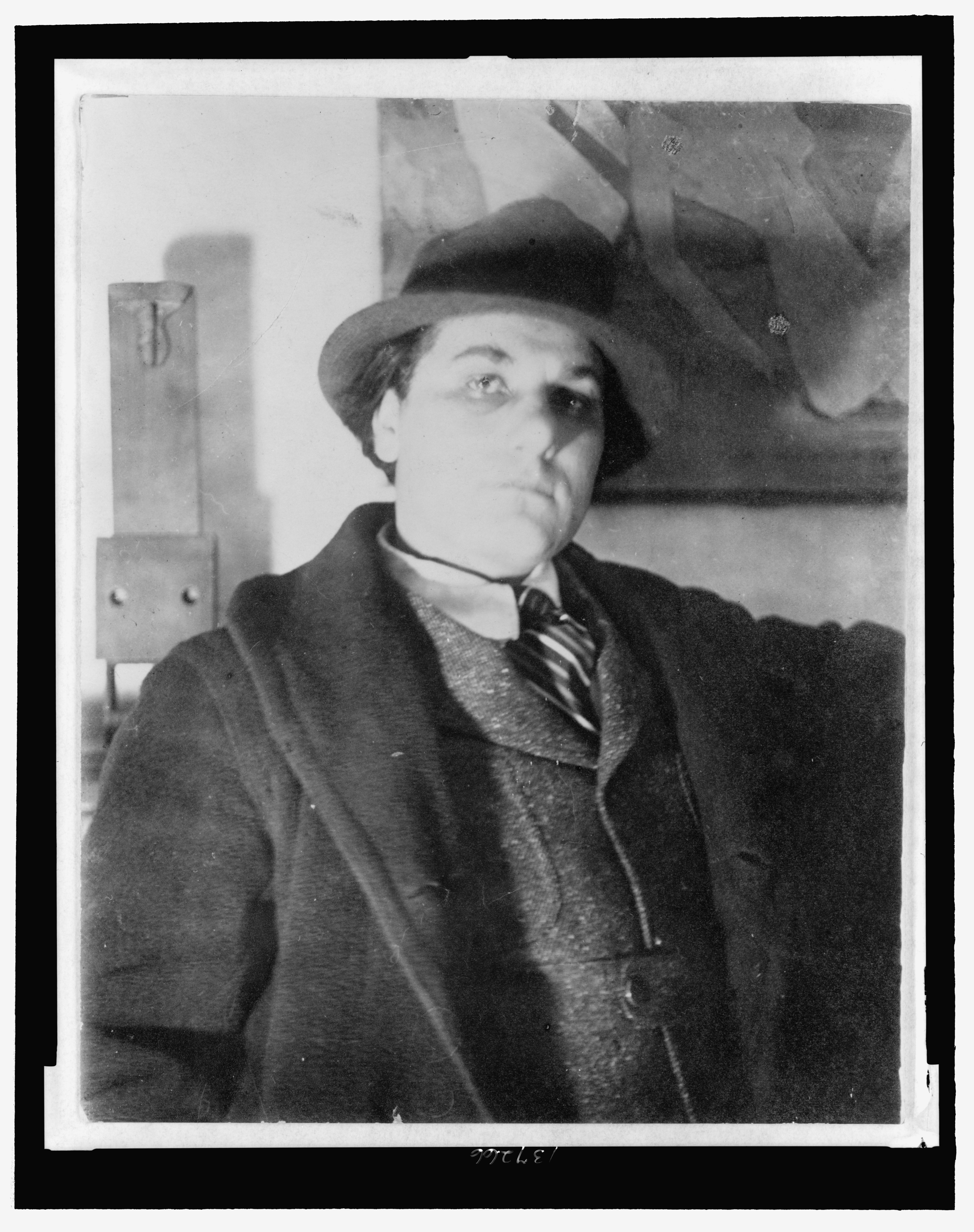
William Zorach, 1917

William Zorach (* 28. Februar 1889 in Jurbarkas, Litauen; † 15. November 1966 in Bath, Maine, USA) war ein US-amerikanischer Bildhauer, Maler, Grafiker und Schriftsteller.

## Leben
William Zorach wurde als Zorach Gorfinkel in Jurbarkas in Litauen geboren. Im Jahr 1889 wanderte er mit seiner Familie in die Vereinigten Staaten aus, wo sie sich in Cleveland, Ohio, niederließen und den Namen Finkelstein annahmen. In der Schule änderte er seinen Vornamen in William. William Zorach absolvierte eine Ausbildung zum Lithografen und studierte von 1905 bis 1907 abends bei Henry G. Keller an der Cleveland School of Art. 1908 zog er nach New York City, um dort an der National Academy of Design zu studieren. 1910 reiste er nach Paris, wo er an der École des Beaux-Arts studierte und die modernen Kunstströmungen Europas kennenlernte. In Paris lernte er die amerikanische Kunststudentin Marguerite Thompson kennen, die er 1912 heiratete. Das Paar nahm Zorachs ursprünglichen Vornamen als gemeinsamen Familiennamen an. Sie kehrten in die USA zurück und nahmen 1913 an der berühmten Armory Show teil, wo sie ihre Werke der Öffentlichkeit, Kunstkritikern und Sammlern präsentierten.
Während Marguerite mit Textilien experimentierte und große Wandteppiche und gehäkelte Teppiche schuf, wandte sich William der Bildhauerei zu, die zu seinem Hauptmedium wurde. Er war einer der ersten Künstler in den USA, der die Technik des direkten Formschneidens anwandte, bei der der Bildhauer direkt in das Material arbeitet, ohne vorher ein Modell anzufertigen. Das Paar hatte zwei Kinder: Sohn Tessim, geboren 1915, und Tochter Dahlov Ipcar, geboren 1917, die ebenfalls Künstlerin wurde. Die Familie verbrachte die Sommer in New Hampshire und Massachusetts und kaufte 1923 eine Farm auf Georgetown Island, Maine, wo sie lebten, arbeiteten und Gäste empfing. 1953 wurde Zorach in die American Academy of Arts and Letters gewählt.

## Werk
Zorachs Gemälde aus dem zweiten Jahrzehnt des 20. Jahrhunderts zeigen seine Faszination für den Fauvismus und Kubismus, aber zehn Jahre avantgardistischer Experimente ließen seine Begeisterung schwinden, und 1922 gab er die Malerei zugunsten der Bildhauerei auf. Zorachs Stein-, Holz-, Gips- und Terrakotta-Skulpturen haben ihre stilistischen Wurzeln in der ägyptischen, griechischen und teilweise auch in der primitiven Kunst. Seine Familienmitglieder waren oft das Thema, ebenso wie die Haustiere der Familie, und ein großer Teil von Zorachs Kunst erforscht die Nuancen menschlicher Emotionen. Zorach war zeitlebens sehr erfolgreich und erhielt zahlreiche Aufträge, darunter Spirit of Dance für die Radio City Music Hall.

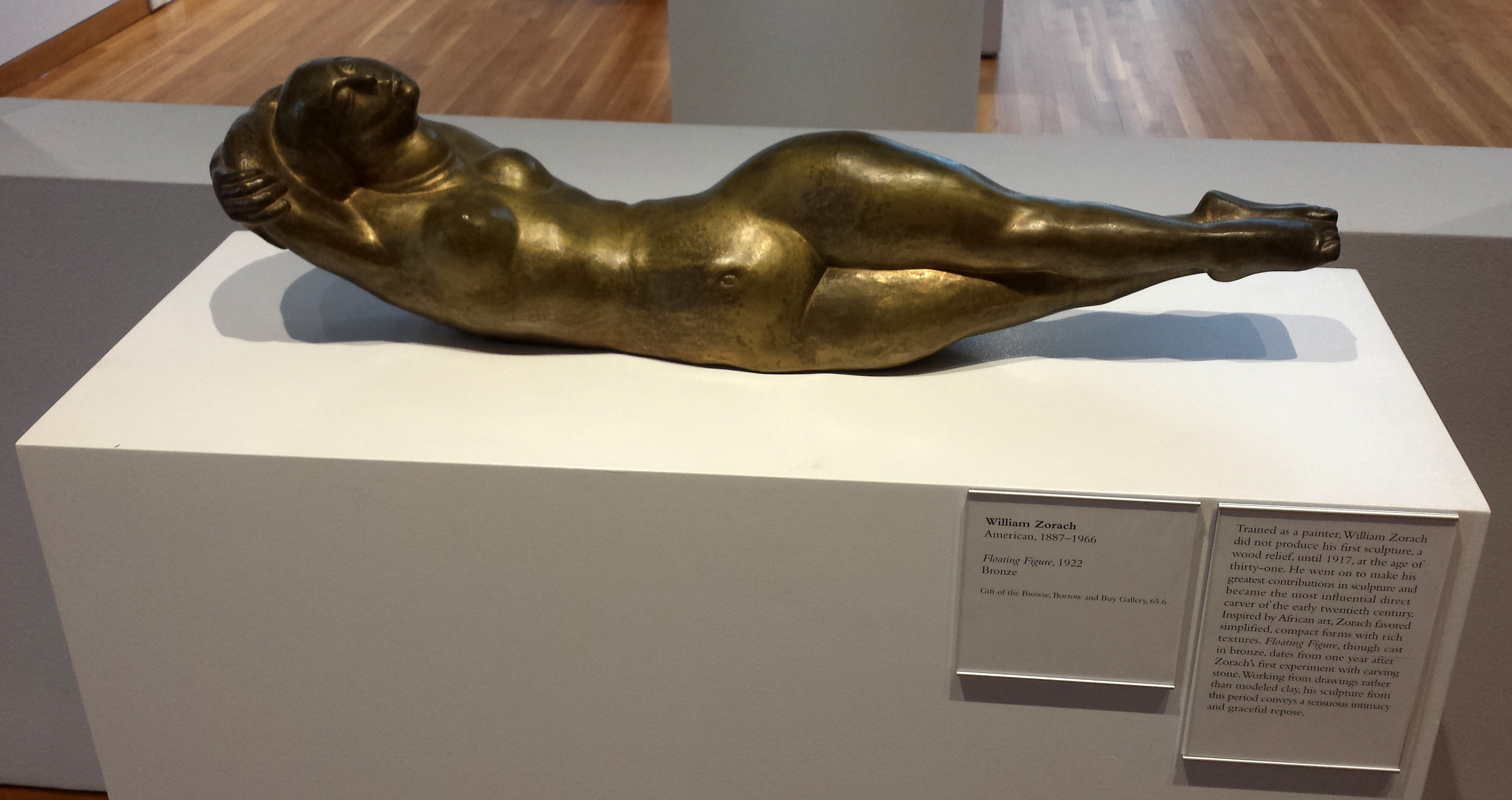
William Zorach: Floating Figure (Bronze) 1922. High Museum of Art, Atlanta, Georgia

Seine Werke befinden sich in zahlreichen privaten, öffentlichen und Firmensammlungen in den USA, darunter das Smithsonian American Art Museum, das Museum of Fine Arts in Boston, das Metropolitan Museum of Art, das Whitney Museum of American Art, die National Gallery of Art, die Radio City Music Hall, das Currier Museum of Art, das Joslyn Art Museum und das Ogunquit Museum of American Art.